# Aleksiej Chwostow
Aleksiej Chwostow (ur. 19 czerwca?/1 lipca 1872, zm. 5 września 1918 w Moskwie) – rosyjski polityk, deputowany do IV Dumy Imperium Rosyjskiego, minister spraw wewnętrznych Imperium Rosyjskiego w latach 1915–1916. 

## Życiorys
Pochodził z rodziny szlacheckiej, posiadał znaczny majątek ziemski. Odbył służbę w 44 niżnonowogrodzkim pułku dragonów, w 1892 złożył dymisję z wojska i przeszedł do pracy w Ministerstwie Sprawiedliwości. W marcu 1904 został wicegubernatorem mińskim, którą to funkcję pełnił do października tego samego roku, gdy przeszedł na analogiczne stanowisko w guberni tulskiej. Od 1906 do 1910 był gubernatorem wołogodzkim. W 1907 otrzymał rangę kamergera. W 1910 został gubernatorem niżnonowogrodzkim. Z urzędu tego zrezygnował, gdy został wybrany deputowanym do IV Dumy z guberni orłowskiej. Kierował frakcją skrajnie prawicową. Był członkiem Związku Narodu Rosyjskiego, w latach 1912–1915 zasiadał w jego Radzie Głównej. Należał także do Rosyjskiego Zebrania.
Między 26 września 1915 a 3 marca 1916 był ministrem spraw wewnętrznych Imperium Rosyjskiego, musiał odejść z urzędu wskutek nieudanej intrygi mającej na celu usunięcie Rasputina z dworu carskiego, czy nawet pozbawienie go życia. 7 lutego 1916 wydał memoriał poświęcony koordynacji działań wszystkich organów państwowych, jakie zajmowały się nadzorowaniem sytuacji w fabrykach. Polecał zwracać szczególną uwagę na rewolucyjnych agitatorów, szybko wyjaśniać przyczyny strajków, w razie ustalenia winy robotników karać ich bezwzględnie, wpływać na zmianę stanowiska kierownictwa zakładu, gdyby to ono wywołało niezadowolenie zatrudnionych.
Aresztowany po rewolucji lutowej i uwięziony w Twierdzy Pietropawłowskiej, w sierpniu 1918 został przewieziony do Moskwy i rozstrzelany we wrześniu tego samego roku razem z grupą innych prawicowych działaczy Rosji carskiej (ks. Joann Wostorgow, Nikołaj Makłakow, Iwan Szczegłowitow, biskup selengiński Efrem).